# Роде, Вернер
Юлиус Альфред Вернер Роде (нем. Julius Alfred Werner Rohde; 11 июня 1904, Марбург, Германская империя — 11 октября 1946, Хамельн, британская зона оккупации Германии) — оберштурмфюрер СС, врач в концлагерях Бухенвальд, Нацвейлер-Штрутгоф и Освенцим.

## Биография
Вернер Роде родился 11 июня 1904 года в семье учителя Альфреда Рихарда Роде и его жены Катарины Маргарет урождённой Шрёдер. У него был брат и сестра. В реальном училище сдал экзамены на аттестат зрелости и затем изучал стоматологию в Марбургском университете. 5 декабря 1929 года сдал экзамен. В январе 1930 года получил апробацию на занятие стоматологической практикой. В марте того же года получил докторскую степень по стоматологии, защитив работу на тему Падение сирингоцистаденому. В апреле 1930 году женился, поселился в Годделау, и в 1935 году у супругов родилась единственная дочь. В 1938 году оставил практику и начал изучать медицину. В 1942 году в Марбурге, сдав государственный экзамен по медицине, получил докторскую степень, защитив диссертацию на тему Влияние нескольких наркотиков на активность холинэстеразы крови.
В 1923 году вступил в НСДАП и 9 ноября принял участие в Пивном путче. После провала путча вышел из партии и дистанцировался от нацистов. 23 марта 1933 года присоединился к Штурмовым отрядам (СА) и 1 апреля вновь вступил в НСДАП (билет № 1663050). В СА Роде был стоматологом и в 1933 году четыре недели служил в полицейском подразделении. В 1936 году перешёл из СА в ряды СС (№ 283486). В 1937 году вышел из протестантской церкви. В СС Роде стал доверенным лицом СД. Вместо карьеры в разведывательной службе СС Роде выбрал получение второго высшего образования, из-за которого он также был первоначально освобожден от обязательной военной службы. Когда в 1941 году Роде был призван на военную службу, это не стало препятствием для работы в институте гигиены марбургского университета под руководством Вильгельма Пфаннештиля. В 1942 году Роде донёс на него в СД, заявив, что у Пфаннештиля среди пациентов были евреи. Дело было заслушано, и Роде пришлось отозвать своё заявление. В ноябре 1942 года Роде попытался помешать сотруднику полиции взять личные дела эсэсовцев, участвовавшим в драке с кондуктором. Хотя полевой суд СС оправдал его, Генрих Гиммлер наказал его домашним арестом сроком на три недели.
В 1942 году после получения второго образования Роде был переведён в Главное административно-хозяйственное управление СС в управление III (санитарное обслуживание и лагерная гигиена) в Ораниенбурге. С августа 1942 года был врачом в лазарете СС в Берлине и двумя неделями позже был переведён в запасной батальон СС дивизии «Мёртвая голова» в Дрездене. Впоследствии последовал его перевод в концлагерь Бухенвальд. 11 марта 1943 года поступил на службу в качестве лагерного врача в женский лагерь Биркенау и главный лагерь Освенцима. С 1 июля 1944 года был главным врачом в концлагере Нацвейлер-Штрутхоф и лагерным врачом в различных лагерях этого региона. Кроме того, с 25 июля 1944 года был врачом в лагере Ширмек-Форбрукк в Эльзасе и с декабря 1944 года — в концлагере Бизинген.

### Преступления
Во время работы врачом в концлагере Роде был виновен во многих преступлениях, с другой стороны, различные выжившие заключенные описывали его как одного из тех врачей, которые, как говорят, все еще проявляли гуманность по отношению к узникам.
В Освенциме в начале 1943 года эсэсовец Герберт Шерпе получил от Роде приказ убить несколько десятков польских мальчиков из Замостья в возрасте от восьми до четырнадцати лет с помощью инъекций фенола. Когда он отказался продолжать после двадцати инъекций, Роде не стал его наказывать. В Освенциме Роде регулярно дежурил у железнодорожной станции лагеря, иногда якобы насвистывая арии из «Риголетто». Из 5000 депортированных, прибывших на транспорте, только около 250 мужчин и женщин не были немедленно убиты в газовой камере. Считается, что Роде сократил число заключенных в лазарете для заключенных, предназначенных для отравления газом санитаром Йозефом Клером. Говорят, что Роде часто бывал пьян, даже когда отбирал прибывших у платформы.
В Освенциме Роде встретил Эллу Лингенс, с которой изучал медицину в Марбургском университете. В то время Лингенс была тяжело больна тифом. По её словам, Роде спас ей жизнь, переведя её из Биркенау в лазарет главного лагеря Освенцима, а затем провёл кампанию за улучшение гигиенических условий в женском лагере. После выздоровления Лингенс была направлена в Освенцим в качестве врача для заключённых. Лингенс свидетельствовала на Освенцимском процессе: «Он спас мне жизнь, но он также отправил десятки тысяч людей на смерть. Все, кто пытался таким образом обеспечить себе алиби, без раздумий убивали в других случаях».
Точно так же эксперименты на людях с наркотиками проводились Роде в Освенциме. Например, он принуждал заключенных пить кофе, смешанный с морфием или гексобарбиталом, и заставлял их подробно рассказывать ему о своем последующем состоянии здоровья. После того как заключенные умерли в процессе, он прокомментировал это следующими словами: «У них там была забавная смерть». По слухам, что из-за этих экспериментов у Роде возникли проблемы с администрацией лагеря, но только потому, что он не получил разрешения на свой план заранее.
Один из заключенных назвал Роде оператором при операции удаления человеческих яичек для гистологического рентгеновского исследования в Институте судебной медицины университета Бреслау в рамках экспериментов Хорста Шумана по стерилизации.
Будучи лагерным врачом в Нацвайлере, Роде участвовал в убийстве четырех женщин, по крайней мере, три из которых были британскими агентами. Четыре британки, принадлежавшие к Управлению специальных операций и работавшие на французское сопротивление, были арестованы в Дижоне и Париже в июне и ноябре 1943 года. После пребывания в женской тюрьме в Карлсруэ они были переведены в концентрационный лагерь Нацвейлер и в условиях строгой секретности 6 июля 1944 года убиты инъекциями фенола, а затем сожжены в крематории.

### После войны
После окончания войны Роде был арестован и ему было предъявлено обвинение британским военным трибуналом в Вуппертале (процесс над Вернером Роде и 8 другими — с 29 мая по 1 июня 1946 год) в убийстве женщин-агентов из УСО. В ходе расследования выяснилось, что смертельные инъекции делались Вернером Роде и Генрихом Плаза. Сам Роде признался, что ввёл женщинам фенол, но пытался оправдаться, ссылаясь на необходимость выполнения приказов. Он был приговорён к смертной казни через повешение. 11 октября 1946 года приговор был приведён в исполнение в тюрьме Хамельна.